# Cloudy Peak Range
Die Cloudy Peak Range ist ein Gebirgszug in der Region Canterbury auf der Südinsel von Neuseeland.

## Geographie
Die Cloudy Peak Range befindet sich zwischen dem Havelock River im Westen und dem Clyde River im Osten. Westlich grenzt die Two Thumb Range an, im Norden die Gletscherregion der Neuseeländischen Alpen, im Osten die Froude Range, die Amouty Range, die Jollie Range und die Potts Range und an der südlichen Spitze der Zusammenfluss des Havelock River mit dem Clyde River, die zusammen den Rangitata River bilden.
Der rund 21 km lange und in Nordnordwest-Südsüdost-Richtung verlaufende Gebirgszug findet in dem Cloudy Peak mit 2403 m seinen höchsten Punkt. 40 weitere Gipfel der Bergkette liegen über 2000 m.
Administrativ gehört die Cloudy Peak Range zum Ashburton District.